# مشعلية راتنجية
المشعلية الراتنجية أو الرشاد الحجري الراتنجي (الاسم العلمي:Aethionema retsina) هي نوع من النباتات تتبع جنس المشعلية من الفصيلة الصليبية.